# Marty Feldman
Martin Feldman (Londres, 8 de juliol de 1934 − Ciutat de Mèxic, 2 de desembre de 1982) fou un còmic, actor i director de cinema anglès.

## Biografia
Feldman va néixer en el East End de Londres, fill d'immigrants jueus de Kíev. Ell mateix recorda la seva infantesa com a «solitària». Va deixar l'escola als 15 anys i va treballar al parc d'atraccions de Dreamland a Margate. Als 20 anys, va decidir fer carrera com a actor.
El 1954, Feldman associar-se amb Barry Took per escriure per a la televisió britànica. Van escriure junts comèdies com Bootsie i Snudge i el programa de ràdio de la BBC Round the Horne, protagonitzada per Kenneth Horne i Kenneth Williams col·locant-lo a la primera línia d'escriptors de comèdia.
La sèrie de televisió At Last the 1948 Show va marcar el seu debut en la pantalla. Els altres tres intèrprets necessitaven una habitació i Tim Brooke-Taylor i John Cleese van pensar en Feldman. En un esquetx de l'1 de març de 1967, el personatge de Feldman assetja un pacient depenent de la tenda (interpretat per Cleese) per a una sèrie de llibres de ficció. L'esquetx va ser recuperat com a part del programa de Monty Python.
Feldman va ser coautor, juntament amb Cleese, Graham Chapman i Brooke-Taylor, de l'esquetx dels Quatre Yorkshiremen, que també va ser escrit pel At Last the 1948 Show." Quatre Yorkshiremen" es va realitzar durant els concerts d'Amnistia Internacional (pels membres de Monty Python - una vegada amb Rowan Atkinson en lloc del membre de Python Eric Idle), així com en Monty Python Live at the Hollywood Bowl i altres espectacles i enregistraments de Monty Python. Aquesta associació ha portat a la idea errònia que "Quatre Yorkshiremen" va ser un esquetx de Python, amb l'origen i la coautoria per escriptors no Python Feldman i Brooke-Taylor es passa per alt ni oblidar-se. Feldman va ser també editor de seqüència de comandos en l'informe de Frost amb els futurs membres dels Monty Python. Ell va escriure el "Grup" sketch, Cleese, Ronnie Barker i Ronnie Corbett enfront del públic en ordre decreixent d'altura que es declara el seu estatus social.
Després de At Last the 1948 Show, Feldman va protagonitzar una sèrie de la BBC anomenada Marty (1968), en la qual també apareix Brooke-Taylor, John Junkin i Roland MacLeod amb Cleese com a guionista. Feldman va guanyar dos premis BAFTA. En la segona sèrie, en 1969 se li va canviar el nom de Marty (el segon títol que es conserva per al DVD de la sèrie), en 1971 es va signar una sèrie coproduïda per ATV i titulada L'ABC TV Marty Feldman Comedy Machine, aquest programa va durar una temporada. En 1974, Dennis Wilson principal (productor de la sèrie de televisió del Regne Unit Till Death Us Do Part) va produir una sèrie breu, esbós de Feldman en la BBC titulada Marty junts de nou - una referència als informes sobre la salut de l'estel. Però això mai va captar l'impacte de la sèrie anterior. La sèrie de Marty va resultar bastant popular amb una audiència internacional (la primera sèrie va guanyar el premi Rosa d'Or en Montreux) per llançar la seva carrera cinematogràfica. El seu paper va ser el primer llargmetratge en 1970 Cada llar n'ha de tenir un.
Feldman va passar un temps en clubs de jazz en Soho. Es va trobar un paral·lel entre "riffs" en una associació de comèdia i la improvisació del jazz.
El 1971 Feldman va ser testimoni a favor dels acusats en el cèlebre judici contra Oz (la revista underground britànica jutjada per obscenitat). No va jurar per la Bíblia. L'elecció de "afirmar", al llarg del seu testimoniatge era considerada una falta de respecte al jutge.
Les actuacions de Feldman en la televisió nord-americana inclouen The Dean Martin Show i Machine Marty Feldman Comedy.
En la pel·lícula Young Frankenstein, va encarnar a Igor (pronunciat ai-gore — un joc de paraules en anglès, utilitzant /ai/ per ser la pronunciació d'ull, com a Picar l'ullet a Feldman) on improvisava moltes línies. Gene Wilder va dir que tenia Feldman al cap quan va escriure el guió. En un punt, el Dr. Frankenstein (Wilder) renya a Igor amb la frase «Maleïts siguin els teus ulls!» i Feldman tornant a la càmera, amb els seus ulls desalineats, somriu i diu: «Arriba tard!».
Feldman es va reunir amb l'escriptor còmic nord-americà  Alan Spencer en el set del jovenet Frankenstein, quan Spencer era un adolescent. Spencer era un fan de Feldman com a escriptor i artista i aquest li va oferir orientació que després va portar a Spencer a crear el programa de televisió Sledge Hammer!.
El 1976, Feldman es va aventurar al cinema italià, protagonitzada per Barbara Bouchet en 40 gradi All'ombra del lenzuolo, el sexe (amb un somriure), una comèdia de sexe.
Feldman va aparèixer en l'aventura de Sherlock Holmes' Smarter Brother i Silent de Mel Brooks, així com va dirigir i va protagonitzar la nova versió de Beau Gesti. L'artista va ser convidat en les mil i una nits , episodi de The Muppet Show amb diversos personatges de Barri Sèsam.
Feldman va morir el desembre de 1982 d'un atac al cor en un hotel de Mèxic DF, durant el rodatge de la comèdia "Yellowbeard". En el DVD de "El jove Frankenstein" Mel Brooks comenta possibles causes de la defunció: "De vegades fumava sis paquets de cigarrets al dia, bevia grans quantitats de cafè, i seguia una dieta rica en ous i làctics". A més, l'altitud de Mèxic DF (més de 2.000 m. de mitjana, la qual cosa resta a l'aire un 10% de la seva densitat) probablement va exigir més esforç al cor i els pulmons de Feldman. Michael Mileham, company de rodatge en Yellowbeard, va declarar que feia uns dies que, a la costa, tots dos van nedar fins a una illa per comprar unes llagostes amb les quals van resultar intoxicats, i va teoritzar que potser això també podria haver contribuït a la seva mort.
Feldman està enterrat en el cementiri de Hollywood Hills, Califòrnia, prop del seu ídol Buster Keaton.

## Filmografia
filmografia:
- Apartament d'una sola habitació (1969)
- El jove Frankenstein (1974)
- The Adventure of Sherlock Holmes' Smarter Brother, en català El germà més llest de Sherlock Holmes (1975)
- L'última bogeria (1976)
- The Last Remake of Beau Geste (1977)
- In God We Tru$t (1980)
- Yellow Beard (1983)

## Premis i nominacions
Nominacions
- 1977: Globus d'Or al millor actor secundari per Silent Movie